# Бад-Геннінген
Бад-Геннінген (нім. Bad Hönningen) — місто в Німеччині, розташоване в землі Рейнланд-Пфальц. Входить до складу району Нойвід. Центр об'єднання громад Бад-Геннінген.
Площа — 20,09 км2. Населення становить 5982 ос. (станом на 31 грудня 2020).

## Галерея

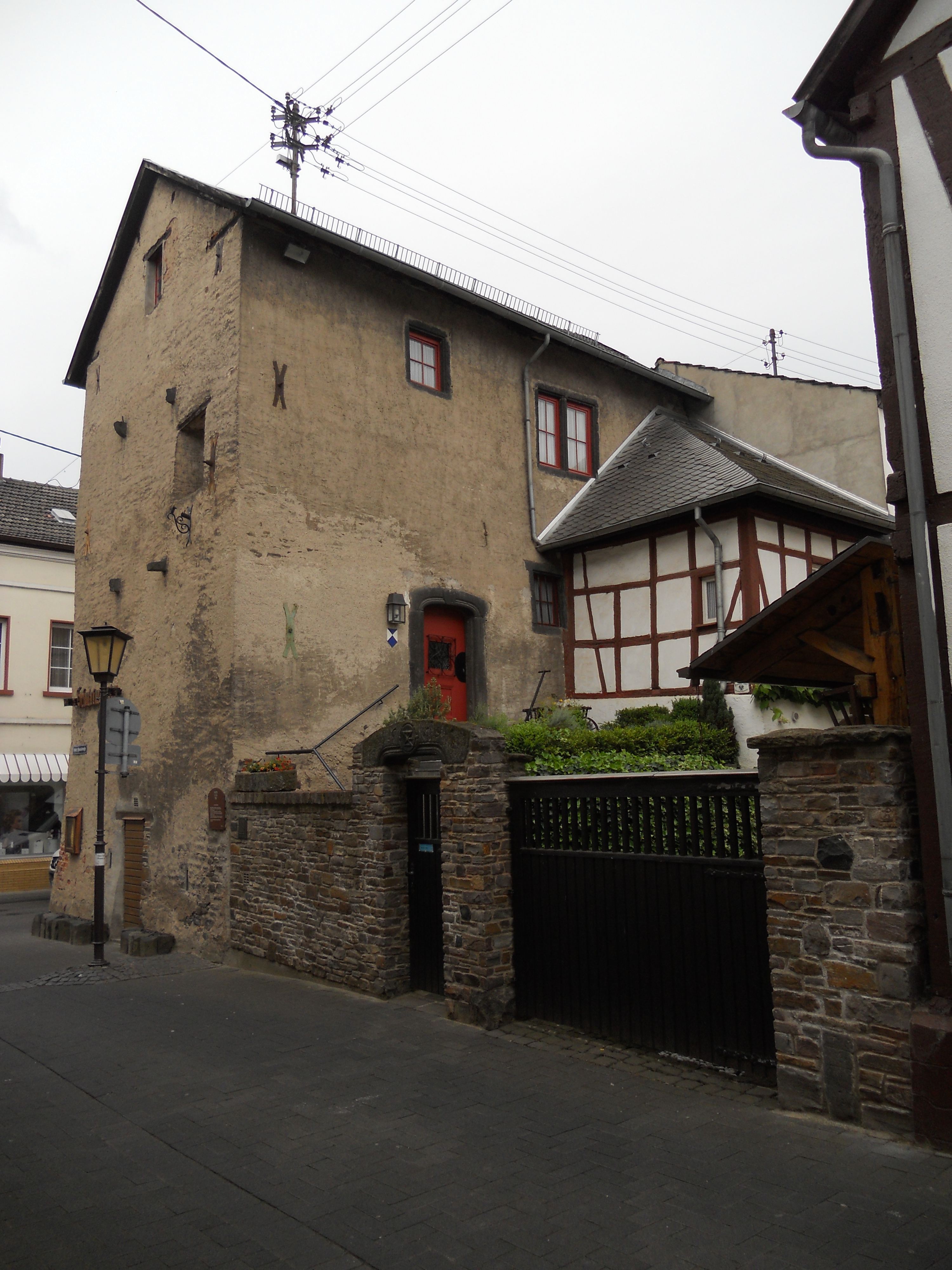
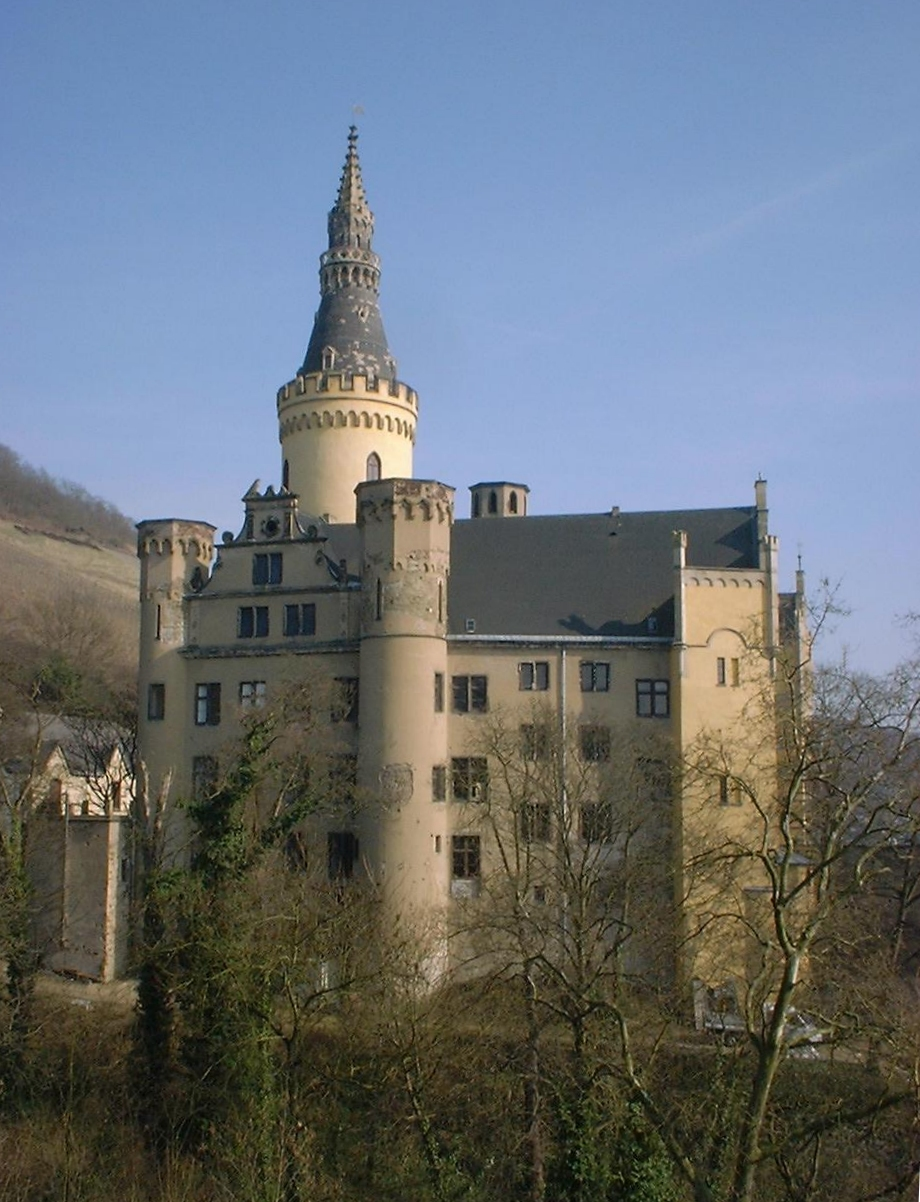
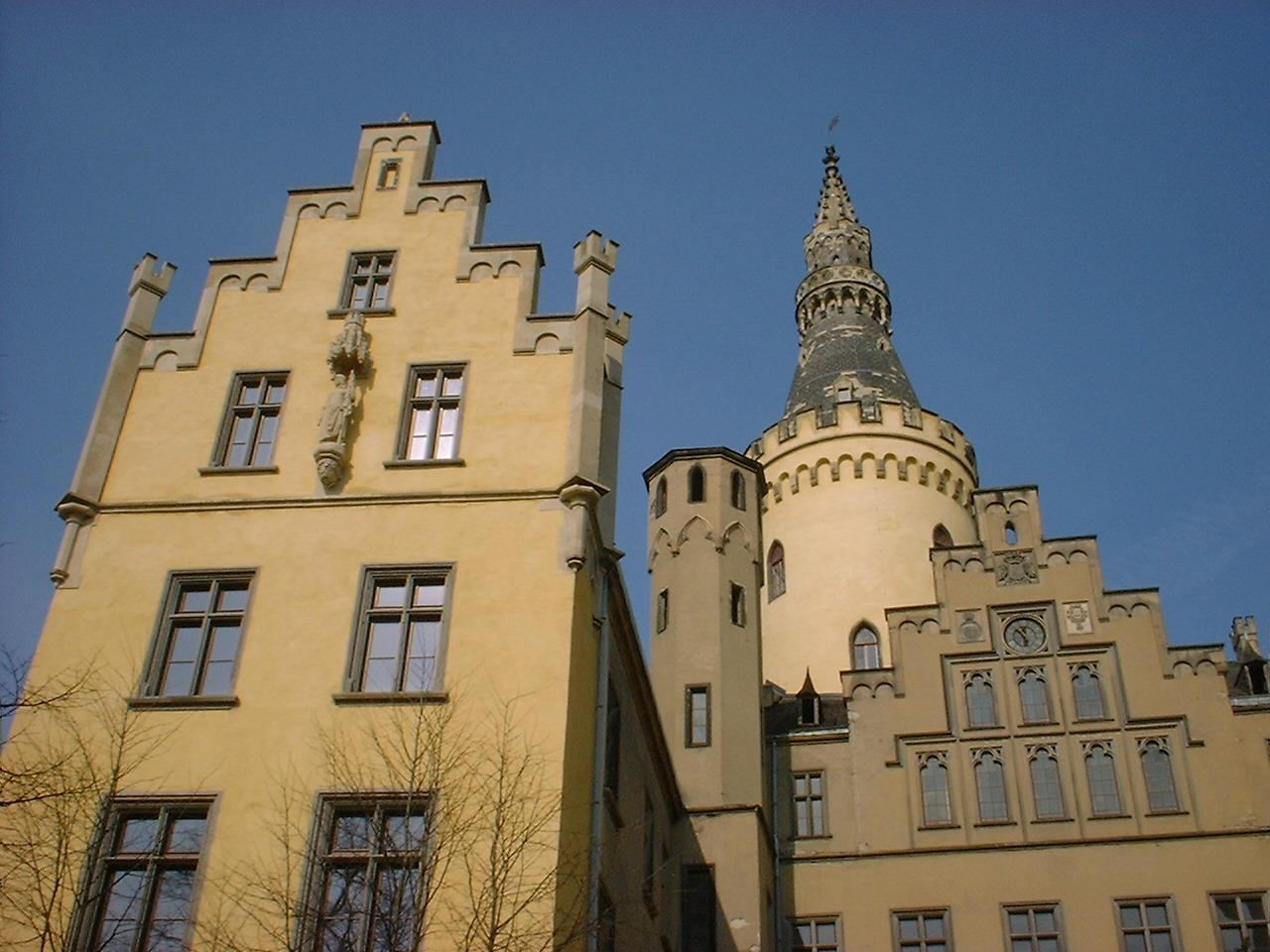
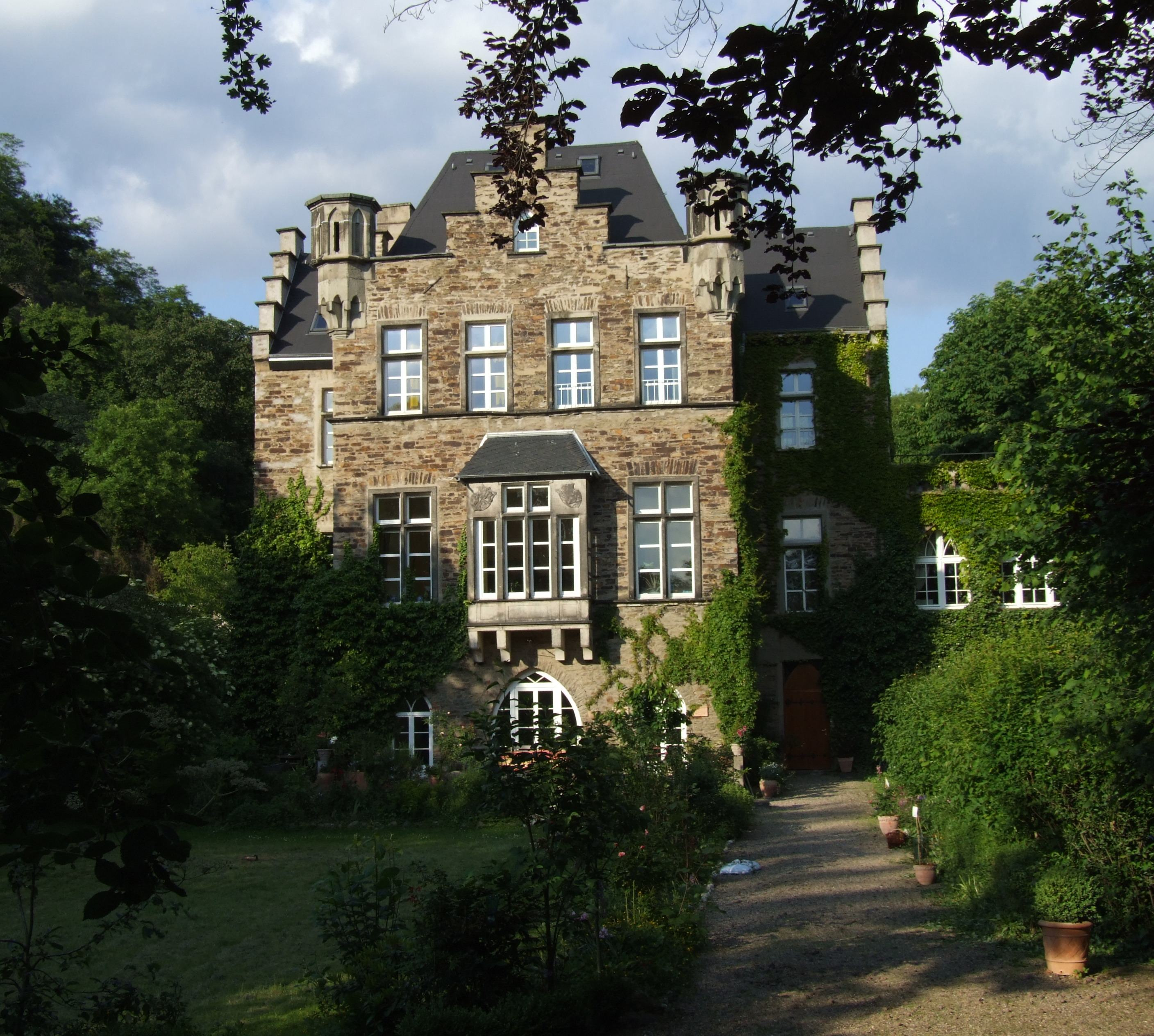
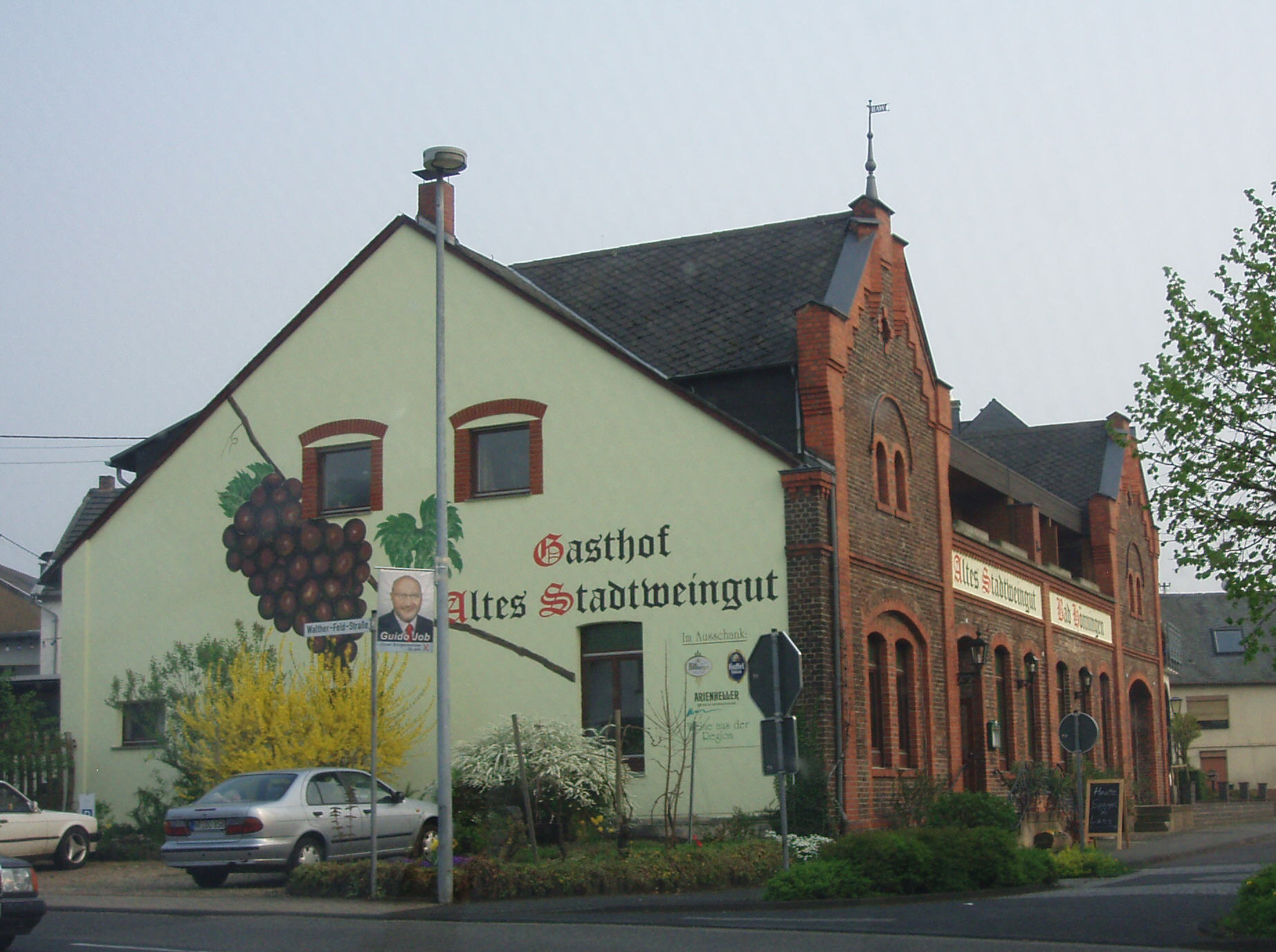
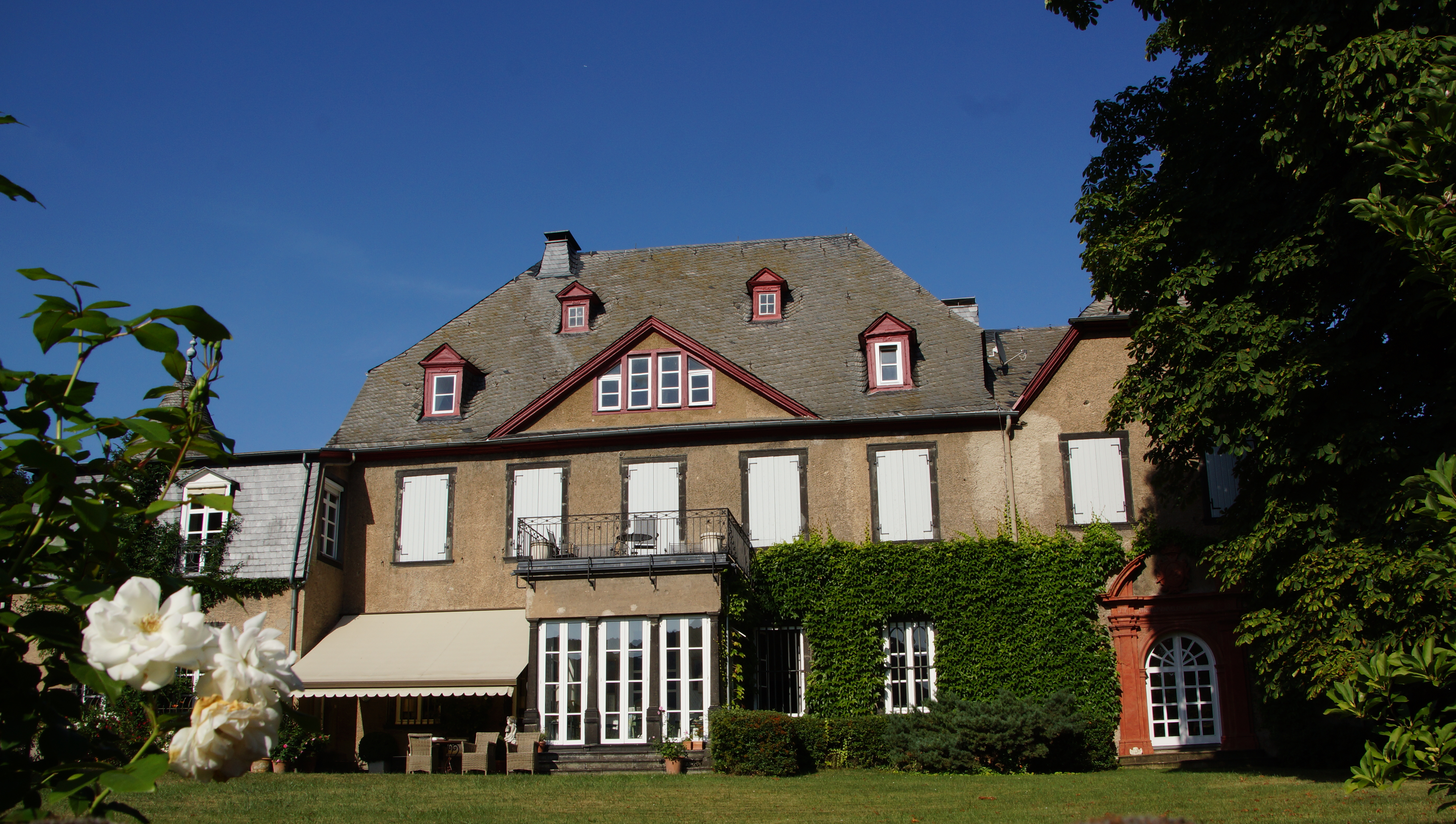